# Westminster (film 1902)
Westminster è un cortometraggio muto del 1902. Non viene riportato il nome del regista né quello dell'operatore. Risulta essere la prima pellicola prodotta dalla Gaumont British Picture Corporation che illustra la cerimonia per l'incoronazione di Edoardo VII.

## Trama
Scene della cerimonia di incoronazione del 9 agosto 1912 di re Edoardo VII e della regina Alessandra.

## Produzione
Il film fu prodotto dalla Gaumont British Picture Corporation.

## Distribuzione
Distribuito dalla Gaumont, uscì nelle sale cinematografiche britanniche nel 1902.